# Tinolius
Tinolius là một chi bướm đêm thuộc họ Erebidae.

## Các loài
- Tinolius eburneigutta
- Tinolius hypsana
- Tinolius quadrimaculatus
- Tinolius sundensis